# إدوارد مولر (كاتب)
إدوارد مولر (بالألمانية: Eduard Schön)‏ هو ملحن وكاتب ومؤلف نمساوي، ولد في 23 يناير 1825 في Andělská Hora (Bruntál District) ‏ في التشيك، وتوفي في 27 مايو 1879.